# カッセラー

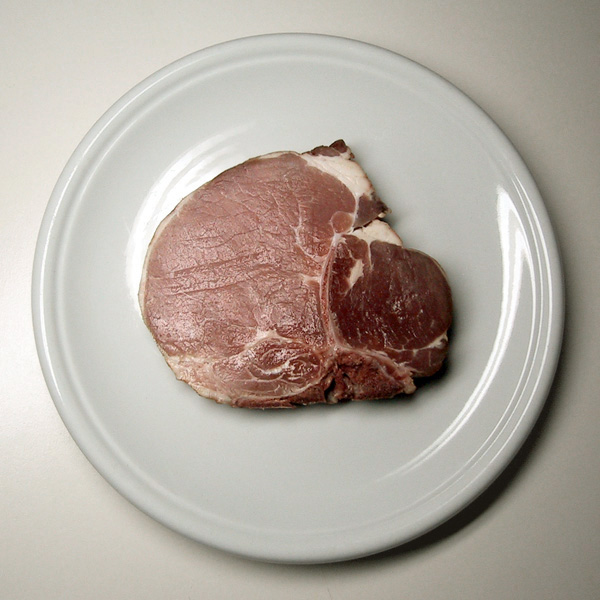
カッセラー・コトレット (生のヒレコトレット)

カッセラー(ドイツ語: Kasseler)またはカスラー(ドイツ語: Kassler)とは、豚肉を塩漬して軽く燻製したドイツ料理。  オーストリアではゼルヒカレー(Selchkarree)、 スイスではgeräuchertes Rippli（燻製リブ）とも呼ばれる。カッセラーはロース(Kasseler Rippenspeer, Kasseler Kotelett, Kasseler Lachsfleisch)、肩ロース(Kasseler Kamm, Kasseler Blatt)、バラ肉から作られる。

## 料理法

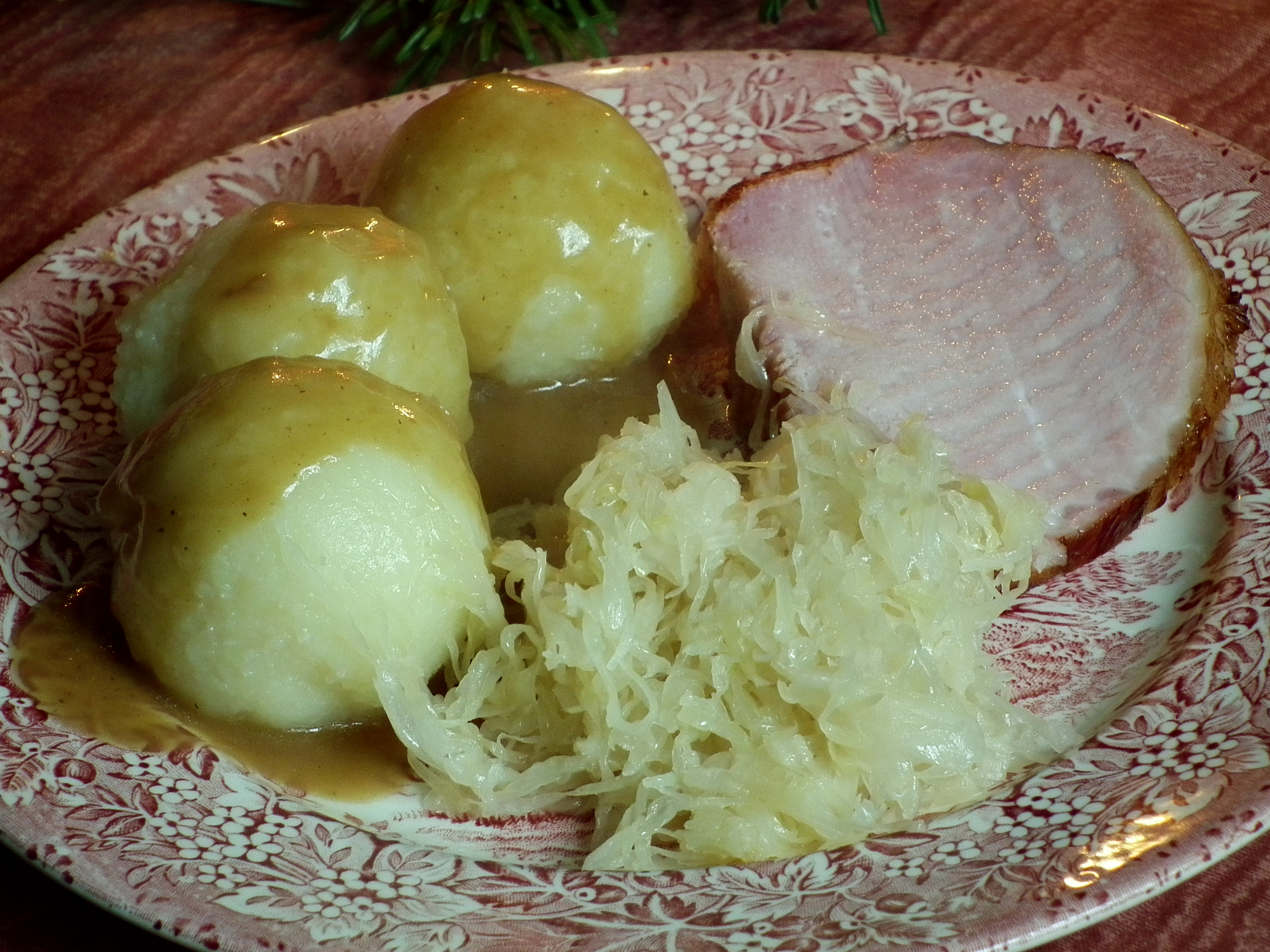
カッセラー・リュッケン(Kasseler Rücken)と付け合わせ

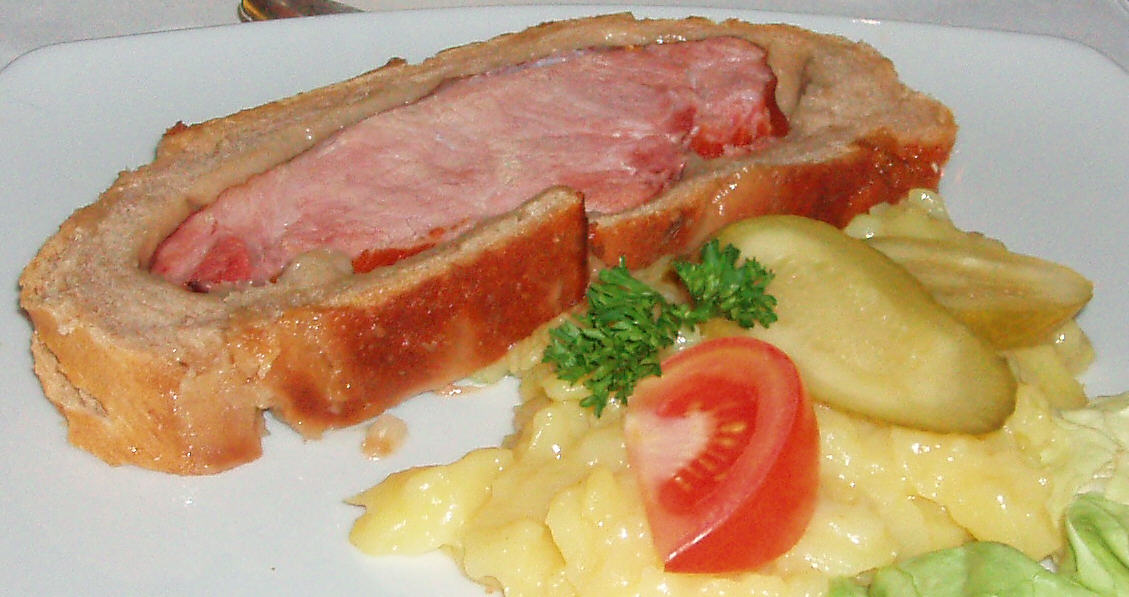
カッセラーのパン包み

カッセラーは、特にキャベツなどと一緒にオーブン焼き、あぶり焼き、もしくは煮たものがシチューの具に用いられる。あらかじめ塩漬けおよび燻製してあるので、 調理時間は比較的短い。 ルタバガ、ケール、ザワークラウト、茹でたジャガイモなどとあわせて供されることが多い。 また、薄切りにしたものを冷製にして食べることもある。

## 由来
カッセラーは、19世紀の肉屋カッセル(Cassel)の発明になるものであると伝わっている。しかしベルリンの住所録には19世紀を通じてCasselという名前の肉屋は記載されていない。 多くの文献では、問題の肉屋はポツダム通り15に1862年に開かれたとする。この店は最初はMetzger Barthという人のもので、1868年に Franz van Deurenの手に渡った。 店は20世紀の始めまでvan Deuren家が所有していた。 ベルリンの電話帳には、1920年まで 王室および帝室御用達精肉店主Otto van Deurenの名が ポツダム通り15に見られる。この肉屋はシェーネベルクが1920年に大ベルリンに組込まれるまでベルリンにはなかったことになる。
この肉屋の名前がKasslerもしくはCasslerであったとする説もある。
カッセラーの起源がヘッセン州のカッセルにあるという説もあり、19世紀のベルリンでそれに触れた文献があるが、これも証明はされていない。